# 山岡鉄舟
山岡 鉄舟（やまおか てっしゅう、旧字体：山岡 鐵舟）は、日本の幕末の幕臣、剣術家、明治期の官僚、政治家。
剣・禅・書の達人。鉄舟は居士号。他に一楽斎。通称は鉄太郎（てつたろう、旧字体： 鐵太郞）。諱は高歩（たかゆき、旧字体：高步）。一刀正伝無刀流（無刀流）の開祖。「幕末の三舟」のひとり。栄典は従三位勲二等子爵。愛刀は粟田口国吉や無名一文字。

## 概説
江戸に生まれる。家が武芸を重んじる家だったため、幼少から神陰流や北辰一刀流の剣術、樫原流槍術を学び、武術に天賦の才能を示す。浅利義明（中西派一刀流）門下の剣客であり、明治維新後は一刀正伝無刀流（無刀流）の開祖となる。
幕臣として、清河八郎とともに浪士組を結成。江戸無血開城を最終決定した勝海舟と西郷隆盛の会談に先立ち、徳川慶喜から直々に使者として命じられ官軍の駐留する駿府（現在の静岡市）に辿り着き、単身で西郷と面会して交渉、大枠を妥結して、江戸無血開城の立役者となった。
明治政府では、静岡藩権大参事、茨城県参事、伊万里県権令、侍従、宮内大丞、宮内少輔を歴任した。
勝海舟、高橋泥舟とともに「幕末の三舟」と称される。身長6尺2寸（188センチ）、体重28貫（105キロ）と大柄な体格であった。

## 生涯

### 誕生

高山陣屋前の若き日の山岡鉄舟像

天保7年（1836年）6月10日、江戸の本所に蔵奉行・木呂子村の知行主である小野朝右衛門高福の四男第五子として生まれる。母は塚原磯（常陸国鹿島神宮神職・塚原石見の二女。先祖に塚原卜伝）。
9歳より久須美閑適斎より神陰流（直心影流）剣術を学ぶ。弘化2年（1845年）、飛騨郡代となった父に従い、幼少時を飛騨高山で過ごす。弘法大師流入木道（じゅぼくどう）51世の岩佐一亭に書を学び、15歳で52世を受け継ぎ、一楽斎と号す。また、父が招いた井上清虎より北辰一刀流剣術を学ぶ。

### 幕臣時代
嘉永5年（1852年）、父の死に伴い江戸へ帰る。井上清虎の援助により安政2年（1855年）に講武所に入り、千葉周作らに剣術、山岡静山に忍心流槍術を学ぶ。静山急死のあと、静山の実弟・謙三郎（高橋泥舟）らに望まれて、静山の妹・英子（ふさこ）と結婚し山岡家の婿養子となる。安政3年（1856年）、剣道の技倆抜群により、講武所の世話役となる。安政4年（1857年）、清河八郎ら15人と尊王攘夷を標榜する「虎尾の会」を結成。文久2年（1862年）、江戸幕府により浪士組が結成され、親友の中條金之助とともに取締役となる。文久3年（1863年）、将軍・徳川家茂の先供として上洛するが、間もなく清河の動きを警戒した幕府により浪士組は呼び戻され、これを引き連れ江戸に帰る。清河暗殺後は謹慎処分。
この頃、中西派一刀流の浅利義明（浅利又七郎）と試合をするが勝てず、弟子入りする。この頃から剣への求道が一段と厳しくなる。父の勧めもあって、17歳の頃から禅の修行も始め、長徳寺願翁、竜沢寺星定、相国寺独園、天竜寺滴水、円覚寺洪川に参じ、後年は、滴水和尚から印可を与えられた。

### 江戸無血開城の立役者

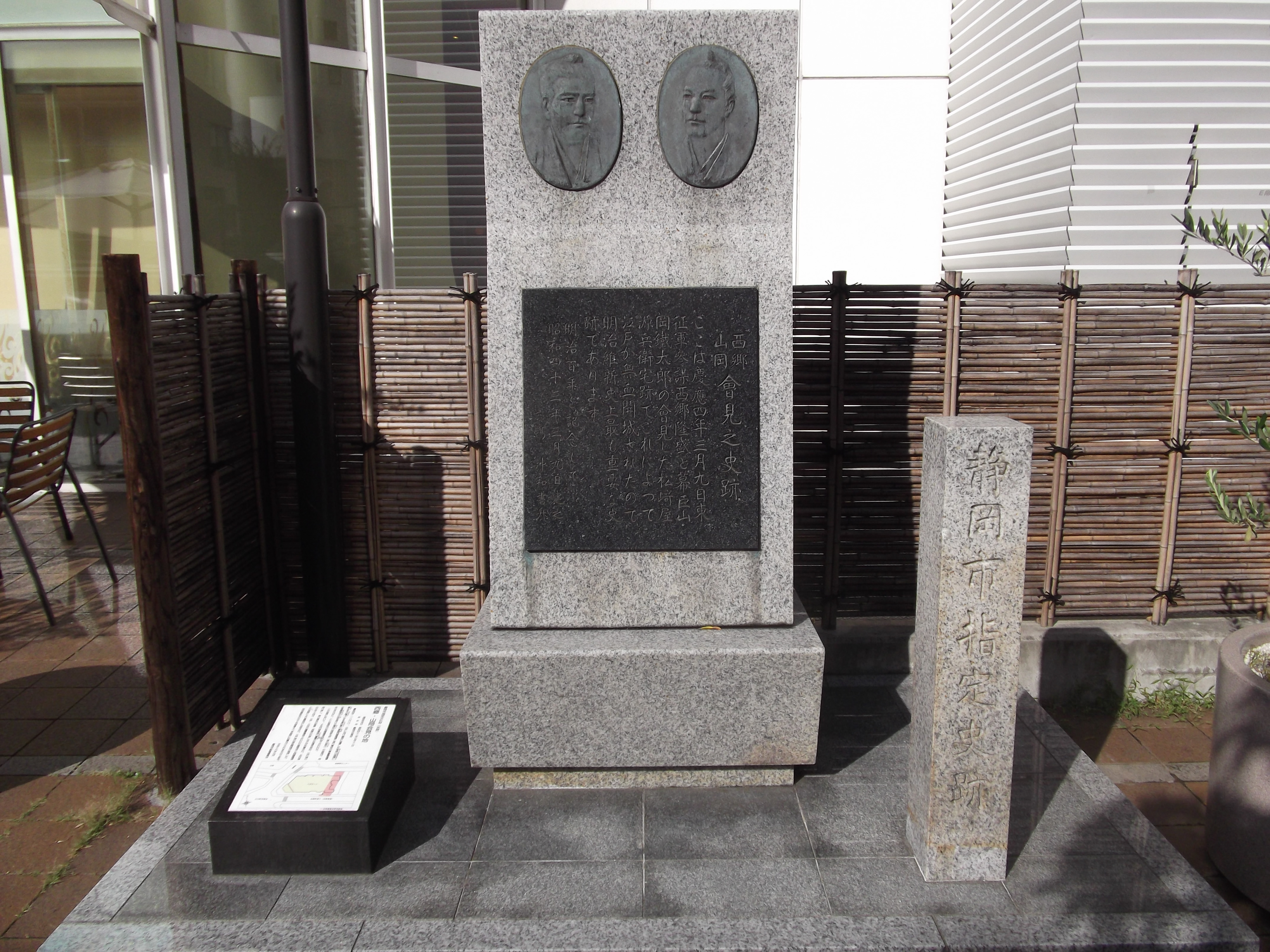
西郷・山岡会見の史跡碑
（静岡市葵区）

慶応4年（1868年）、新たに設立された精鋭隊歩兵頭格となる。江戸無血開城を決した勝海舟と西郷隆盛の会談に先立ち、徳川慶喜の使者として3月9日官軍の駐留する駿府（現静岡市葵区）に辿り着き、伝馬町の松崎屋源兵衛宅で西郷と面会して談判する。
2月11日の江戸城重臣会議において、徳川慶喜は恭順の意を表し、勝海舟に全権を委ねて自身は上野寛永寺に籠り謹慎していた。慶喜は恭順の意を征討大総督府へ伝えるため、高橋精三（泥舟）を使者にしようとしたが、彼は慶喜警護から離れることが出来ない、と述べ義弟である鉄舟を推薦する。鉄舟は慶喜から直々に使者としての命を受け、駿府へ行く前に勝海舟に面会する。海舟と鉄舟は初対面であり、海舟は鉄舟が自分の命を狙っていると言われていたが、面会して鉄舟の人物を認めた。打つ手がなかった海舟はこのような状況を伝征討大総督府参謀の西郷隆盛宛の書を授ける。海舟の使者と説明されることが多いが、正しくは慶喜から直々に命じられた使者である。
この時、刀がないほど困窮していた鉄舟は、親友の関口艮輔に大小を借りて官軍の陣営に向かった。また、官軍が警備する中を「朝敵徳川慶喜家来、山岡鉄太郎まかり通る」と大音声で堂々と歩行していったという。
3月9日、益満休之助に案内され、駿府で西郷に会った鉄舟は、海舟の手紙を渡し、徳川慶喜の意向を述べ、朝廷に取り計らうよう頼む。この際、西郷から5つの条件を提示される。それは、
- 一、江戸城を明け渡す。
- 一、城中の兵を向島に移す。
- 一、兵器をすべて差し出す。
- 一、軍艦をすべて引き渡す。
- 一、将軍慶喜は備前藩にあずける。

というものであった。このうち最後の条件を鉄舟は拒んだ。西郷はこれは朝命であると凄んだ。これに対し、鉄舟は、もし島津侯が（将軍慶喜と）同じ立場であったなら、あなたはこの条件を受け入れないはずであると反論した。西郷は、江戸百万の民と主君の命を守るため、死を覚悟して単身敵陣に乗り込み、最後まで主君への忠義を貫かんとする鉄舟の赤誠に触れて心を動かされ、その主張をもっともだとして認め、将軍慶喜の身の安全を保証した。これによって江戸無血開城への道が開かれることとなった。江戸無血開城の中身は鉄舟と西郷の交渉でほとんど決まっている。
3月13日・14日の勝と西郷の江戸城開城の最終会談にも立ち会った。5月、若年寄格幹事となる。徳川慶喜は謹慎先の水戸へ向かう前夜、山岡鉄舟は慶喜の御前に召し出され、慶喜は「（慶喜の救済、徳川家の家名存続、江戸無血開城）官軍に対し第一番に行ったのはそなただ。一番槍は鉄舟である。」と、慶喜自ら「来国俊」の短刀を鉄舟に与えた。

### 明治維新後

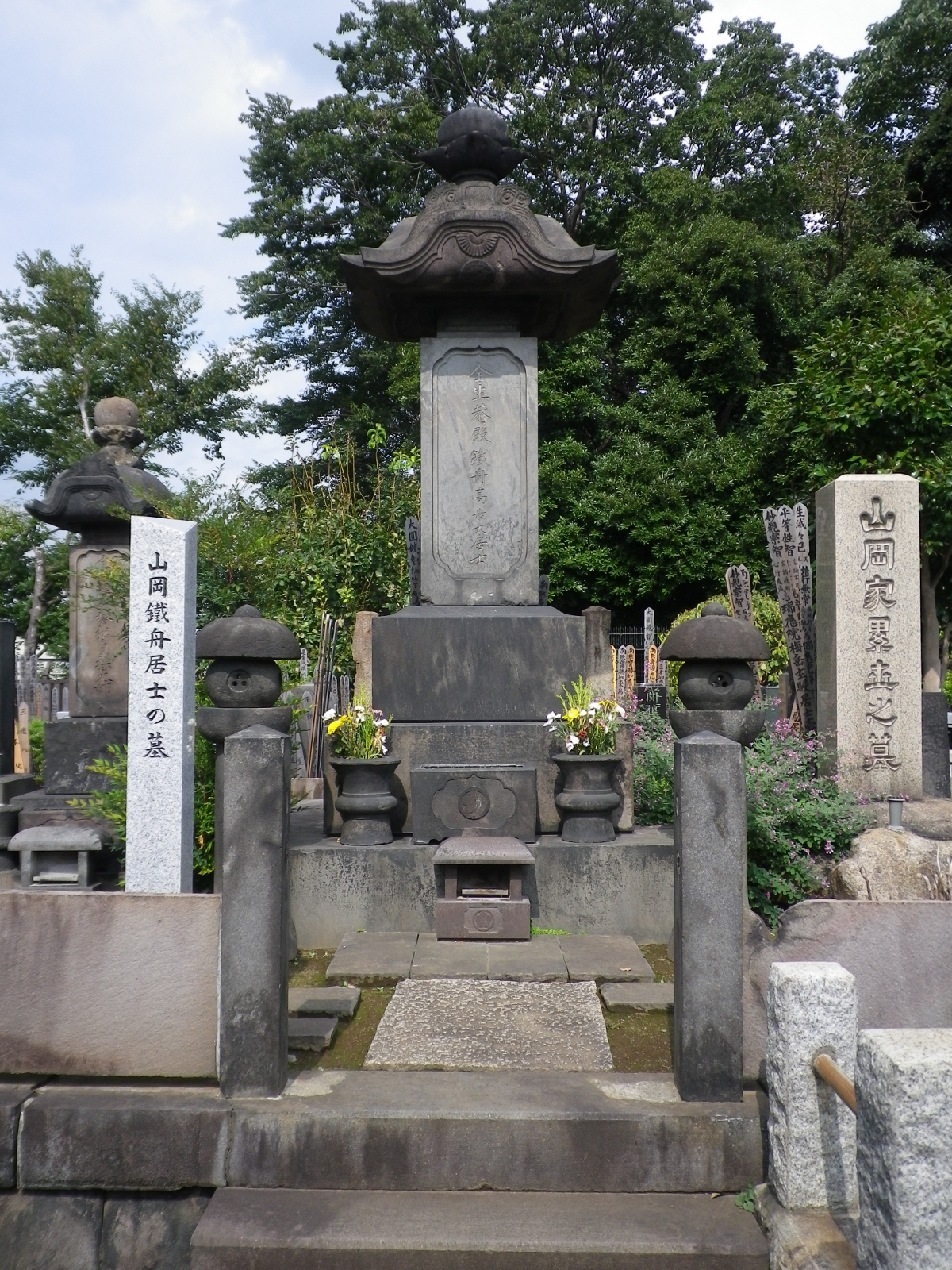
山岡鉄舟の墓（全生庵）

明治維新後は、徳川家達に従い、駿府に下る。6月、静岡藩藩政補翼となり、清水次郎長と意気投合、「壮士之墓」を揮毫して与えた。また、幕臣の救済事業である牧之原台地開墾の責任者である中條金之助に茶の生産を助言する。明治4年（1871年）、廃藩置県に伴い新政府に出仕。静岡県権大参事、茨城県参事、伊万里県権令を歴任した。
西郷のたっての依頼により、明治5年（1872年）に宮中に出仕し、10年間の約束で侍従として明治天皇に仕える。侍従時代、深酒をして相撲をとろうとかかってきた明治天皇をやり過ごして諫言したり、明治6年（1873年）に皇居仮宮殿が炎上した際、淀橋の自宅からいち早く駆けつけたりするなど、剛直なエピソードが知られている。宮内大丞、宮内少輔を歴任した。
明治14年（1881年）に新政府が維新の功績調査をした時、勝が提出した勲功録に、全て勝がやったように書かれており、それを読んだ鉄舟は嘘だと思いながらも勝の面子を潰すので、何も提出しなかった。無血開城の実情を知っていた局員がおかしいと感じて三条実美に鉄舟のことを伝えた。三条は腑に落ちないので、岩倉具視に伝えた。岩倉は鉄舟を呼び出し、「手柄は勝に譲るにしても、事実として後世に残さなければならない」と説得し、鉄舟に事実を書かせ提出させた。
徳川家達は、明治15年（1882年）に徳川家存続は山岡鉄舟のお陰として、徳川家家宝である「武藤正宗」の名刀を鉄舟に与えた。勝海舟は名刀を与えられていない。岩倉具視は、当時の一流の漢学者に、名刀の由来と鉄舟の功績を「正宗鍛刀記」にしたためさせた。この年に西郷との約束どおり致仕。明治16年（1883年）、維新に殉じた人々の菩提を弔うため東京都台東区谷中に普門山全生庵を建立した。
明治18年（1885年）には、一刀流小野宗家第9代の小野業雄からも道統と瓶割刀・朱引太刀・卍の印を継承し、一刀正伝無刀流を開いた。
明治20年（1887年）5月24日、功績により子爵に叙される。
明治21年（1888年）7月19日9時15分、皇居に向かって結跏趺坐のまま絶命。死因は胃癌であった。家督及び爵位は長男直記が相続した。葬儀は22日に行われ、豪雨であった。前もって明治天皇の内意があったので、四谷の自邸を出た葬列は、皇居前で10分ほど止まった。明治天皇は、高殿から目送された。全生庵での会葬者は5千人にも上った。
この日、門人村上俊五郎は、殉死の恐れがあるというので四谷警察署に保護された。また門人栗津清秀も殉死しようとしたが、全生庵の裏山で発見されて止められた。門人鈴木雄蔵は、葬儀に出たまま家に帰らず、3年間も墓前に留まった。9月15日、門人三神文也が墓前で割腹殉死。同18日、鉄舟の爺や内田三郎兵衛が墓前で死んでいた。享年53。戒名「全生庵殿鉄舟高歩大居士」。没後に勲二等旭日重光章を追贈された。

## 剣・禅・書

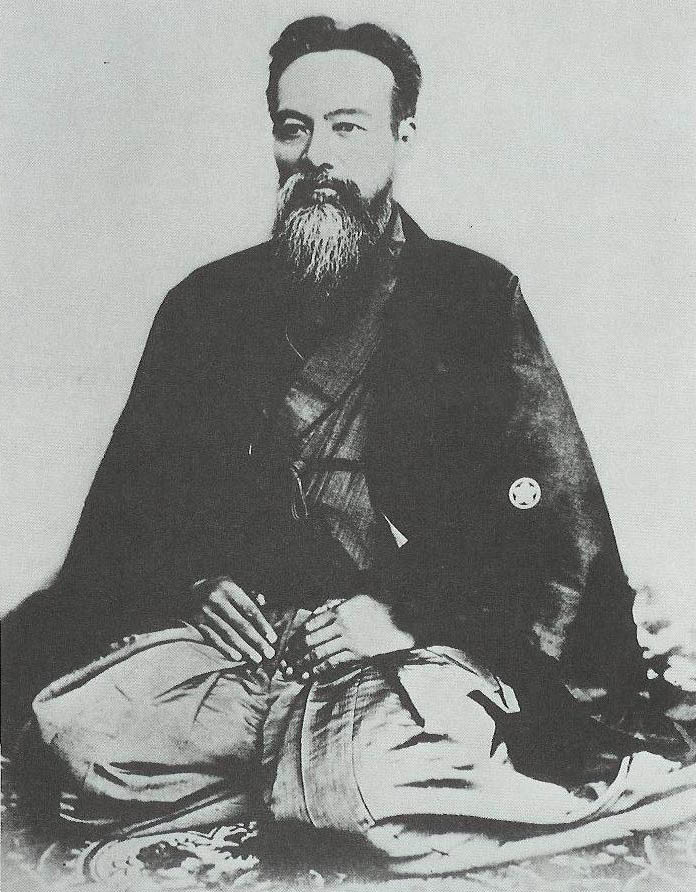
晩年の山岡鉄舟

剣
自身の道場「春風館」や、宮内省の道場「済寧館」、剣槍柔術永続社で剣術を教えた。弟子に香川善治郎、柳多元治郎、小南易知、籠手田安定、北垣国道、高野佐三郎らがいる。松崎浪四郎も後に鉄舟門下に入っている。日本史上最後の仇討をした人物として知られる臼井六郎も目的を明かさずに門下で修業を積んでいる。精神修養を重んじる鉄舟の剣道観は近代剣道の理念に影響を与え、現在も鉄舟に私淑する剣道家は多い。平成15年（2003年）、鉄舟は全日本剣道連盟の剣道殿堂に顕彰された。

禅
長徳寺願翁、竜沢寺星定、相国寺独園、天竜寺滴水、円覚寺洪川に参じ、後年は、滴水和尚から印可を与えられた。洪川門下でのちに法嗣となる釈宗演のセイロン（スリランカ）渡航を援助し交流。宗演は修行中訪れた菩提樹からの一葉を帰国の際に持ち帰り、胃患療養中の気散じにと鉄舟に贈った。禅の弟子に三遊亭圓朝らがいる。また今北洪川、高橋泥舟らとともに、僧籍を持たぬ一般の人々の禅会として「両忘会」を創設した。両忘会はその後一時、活動停止状態となっていたが、釈宗演門下の釈宗活の宗教両忘禅協会、釈宗活門下の立田英山の人間禅教団へと受け継がれた。

書
人から頼まれれば断らずに書いたので各地で鉄舟の書が散見される。一説には生涯に100万枚書したとも言われている。

## 逸話
- その人間性は、西郷隆盛をして「金もいらぬ、名誉もいらぬ、命もいらぬ人は始末に困るが、そのような人でなければ天下の偉業は成し遂げられない」と賞賛させた。
- 致仕後、勲三等に叙せられたが、拒否している。勲章を持参した井上馨に、「お前さんが勲一等で、おれに勲三等を持って来るのは少し間違ってるじゃないか。（中略）維新のしめくくりは、西郷とおれの二人で当たったのだ。おれから見れば、お前さんなんかふんどしかつぎじゃねえか」と啖呵を切った[11]。
- 平沼騏一郎によると井上馨と山岡はかねてより懇意であり、山岡は一度朝敵となった榎本武揚（勲二等）よりも下等であることが不愉快だったのだという。井上が岩倉具視に頼まれて叙勲を説得しに訪ねた際、「お前は随分貧乏しているから金に困るだろう。お金が要ればいくらでも都合してやる」などと気遣って別れると、早速山岡から一万円が必要だという手紙が来た。井上が手許にないからと急いで宮内省から借りて届けさせると、「一万円まことに有り難いが、実は入用がなくなったので、直ぐにお返しする」と悪戯をしたという[12]。
- 実家の知行地であった埼玉県小川町の割烹旅館「二葉」には、山岡が好んだ料理「忠七めし」が伝わっている。米飯に海苔、薬味ネギ、ワサビ、ユズなどを散らして、カツオ出汁をかける。二葉主人の八木忠七が、山岡から「料理に禅味を盛れ」と注文され、山岡が得意とした剣をワサビ、禅を海苔、書をユズで表現したという。二葉の看板は鉄舟の揮毫による[13]。
- 明治2年（1869年）、明治天皇の京都行幸の際、明治天皇から手土産の相談を受けた。そして山本海苔店二代目山本德治郎に相談したことで、味付け海苔が創案された。山本海苔店の商品のいくつかは鉄舟の揮毫である。
- 木村屋のあんパンを好み、毎日のように食べていたともいわれる。また木村屋の看板も鉄舟の揮毫によるものである。

## 評伝
- 圓山牧田[注釈 13]『全生庵記録抜萃』 1918年 金田清左衛門
- 圓山牧田『鐵舟居士乃真面目』 1918年 全生庵
- 小倉鉄樹[注釈 14]『おれの師匠　山岡鉄舟先生正伝』[注釈 15]春風館、1937年 
  - 復刻版 島津書房、2001年 ISBN 4882180847／ちくま学芸文庫（解説岩下哲典）、2021年 ISBN 978-4480510570
- 牛山栄治『山岡鉄舟伝』日本青年館 1942年
- 大森曹玄『山岡鉄舟』 初出 1968年 春秋社、新装版 1983年、2022年ほか ISBN 978-4393147115
- 大森曹玄『剣と禅』p.159、「十章、独妙剣-  一から無に掘り下げた鉄舟」
- 小島英煕『山岡鉄舟』日本経済新聞出版社 2002年、新版2018年 ISBN 978-4532176433
- 圓山牧田・平井正修[注釈 16]『最後のサムライ 山岡鐵舟』教育評論社 2007年 ISBN 978-4-905706-21-2

『鐵舟居士乃真面目』の現代語訳をベースに増補したもの
- 水野靖夫『英国公文書などで読み解く江戸無血開城の新事実 : パークスの圧力はなかった。勝海舟、山岡鉄舟の史実再検証』（山岡鉄舟研究会、2017年）
- 水野靖夫『勝海舟の罠―氷川清話の呪縛、西郷会談の真実』（毎日ワンズ、2018年）ISBN 978-4901622981
- 岩下哲典『江戸無血開城―本当の功労者は誰か? 』（吉川弘文館「歴史文化ライブラリー」、2018年）ISBN 978-4642058704
- 岩下哲典『山岡鉄舟・高橋泥舟―もとの姿はかわらざりけり』（ミネルヴァ書房「ミネルヴァ日本評伝選」、2023年）ISBN 978-4623095780
- 水野靖夫『定説の検証「江戸無血開城」の真実 西郷隆盛と幕末の三舟 山岡鉄舟・勝海舟・高橋泥舟』（ブイツーソリューション 2021年） ISBN 978-4434284953
- Anatoliy Anshin『The Truth of the Ancient Ways: A Critical Biography of the Swordsman Yamaoka Tesshu』  2012年 Kodenkan Institute ISBN 978-0984012909